# Chris Hayes (Musiker)
Christopher John Hayes (* 24. November 1957 in Sacramento) ist ein US-amerikanischer Musiker. Der Gitarrist ist Gründungsmitglied der Band Huey Lewis & the News, der er von 1979 bis 2000 angehörte. Hayes ist gemeinsam mit Huey Lewis und Johnny Colla Autor des Liedes The Power of Love, das für den Soundtrack des Films Zurück in die Zukunft aufgenommen wurde. Das letzte mit ihm produzierte Album der Gruppe, Plan B, erschien 2001.

## Biografie
Hayes, dessen Geschwister Bonnie und Kevin ebenfalls professionelle Musiker sind (Kevin Hayes ist Schlagzeuger und spielte in der Band von Robert Cray), bekam seine erste Gitarre im Alter von neun Jahren und erlernte das Instrument in allen möglichen Stilrichtungen, setzte dabei jedoch einen besonderen Fokus auf die des Jazz. Er spielte als Jugendlicher in verschiedenen Bands und erhielt 1978 die Möglichkeit, die bekannte Blues-Sängerin Esther Phillips auf ihrer Europatournee zu begleiten. Nach seiner Rückkehr erfuhr er, dass Huey Lewis nach einem Gitarristen für seine neue Band, Huey Lewis and the American Express suchte, der schon Johnny Colla, Mario Cipollina und Bill Gibson von der Band Sound Hole, sowie Sean Hopper von Clover angehörten. Er spielte vor und bekam den Job.
Mit Huey Lewis & The News, wie die Band nach einer Namensänderung nun hieß, nahm Hayes bis 2001 acht Alben auf. Er verließ die Gruppe, um mehr Zeit für seine Familie zu haben, springt aber gelegentlich als Gitarrist ein, wenn Stef Burns verhindert ist.

## Diskografie
- Huey Lewis and The News (1980)
- Picture This (1982)
- Sports (1983)
- Fore! (1986)
- Small World (1988)
- Hard at Play (1991)
- Four Chords & Several Years Ago (1994)
- Plan B (2001)
- Live at 25 (2005)

### Mit Pee Wee Ellis
- Ridin’ Mighty High (2001)

### Mit Jonah
- Save the Swimmer (2002)
- Trust Everyone Before They Break Your Heart (2007)